# Moment indefens
"Moment indefens" (títol original en anglès "The Naked Now") és el tercer episodi de la primera temporada de la sèrie de televisió de ciència-ficció estatunidenca Star Trek: La nova generació, es va emetre originalment el 5 d'octubre de 1987, en redifusió als Estats Units. Dirigida per Paul Lynch, l'episodi va ser escrit per D. C. Fontana, sota el pseudònim de "J. Michael Bingham", basat en una teleplay inacabada de Gene Roddenberry. És una seqüela de l'episodi "El temps despullat" (1966) de Star Trek (sèrie original) i l'escriptor d'aquest episodi John D. F. Black també va rebre un crèdit d'escriptura en aquest episodi pel seu paper en l'elaboració dels orígens de la trama.
Ambientada al segle XXIV, la sèrie segueix les aventures de la tripulació de la nau de la Flota Estel·lar de la Federació Enterprise-D. En aquest episodi, la tripulació de l' Enterprise s'infecta amb una malaltia que fa que perdin les seves inhibicions i es comportin de manera irresponsable, la mateixa afecció que va patir la tripulació de l'anterior USS Enterprise dècades abans a "El temps despullat". Els fans van criticar inicialment els orígens de l'episodi, i les crítiques posteriors també van ser en gran part negatives.

## Argument
La tripulació de l'Enterprise respon als missatges rebuts de la SS Tsiolkovsky, un vaixell científic que controla el col·lapse d'una estrella supergegant . Els missatges suggereixen, enmig de les seves rialles, que la tripulació ha estat exposada a una bretxa sobtada del casc. Després que l' Enterprise asseguri el Tsiolkovsky a través del raig tractor, és enviat un equip que descobreix que l'escotilla d'emergència del pont va ser efectivament explotada, expulsant la tripulació del pont a l'espai i la tripulació restant ha mort congelada en diverses etapes de despulles, inclòs un que es dutxava completament vestit. El cos d'una dona, congelat, cau sobre les mans del tinent La Forge (LeVar Burton). Dr. Crusher (Gates McFadden) ordena exàmens mèdics complets de l'equip visitant al seu retorn, i troba La Forge suant profusament i queixant-se de la temperatura. Ella li ordena que es quedi a l'infermeria, però ell se'n va mentre ella estudia els resultats de les seves proves i es dirigeix cap a les habitacions del fill de Crusher, Wesley (Wil Wheaton). Sense saber de l'estat de La Forge, Wesley li ensenya un dispositiu de tractor portàtil i La Forge li posa una mà encoratjadora a l'espatlla. Mentrestant, actuant segons una intuïció del comandant Riker (Jonathan Frakes), que havia llegit sobre naus estel·lars anteriors anomenades Enterprise que incloïa un esdeveniment que implicava una malaltia i una dutxa completament vestit, el tinent comandant Data (Brent Spiner) localitza un registre històric que identifica la malaltia com a similar a la trobada per l'USS Enterprise del capità James T. Kirk. La Forge torna a la infermeria, on la Dra. Crusher es preocupa ràpidament quan s'adona que la infecció es transmet per contacte físic. Molts membres de la tripulació de la nau estan sota la influència de la malaltia, amb resultats molt més sexuals que a l'Enterprise de Kirk. El més destacat és que un Data "totalment funcional" participa en una trobada sexual amb la cap de seguretat Tasha Yar (Denise Crosby). La Dra. Crusher, lluitant contra els efectes de la malaltia, descobreix que l'antídot original documentat per l' Enterprise de Kirk és ineficaç i comença a idear-ne una nova versió.
Ara infectat, Wesley utilitza una mostra digital de la veu del capità Picard per atreure els membres clau de la tripulació d'enginyeria lluny de la coberta d'enginyeria. Aixeca un camp de força al voltant de la zona amb el seu dispositiu tractor i assumeix el control de la nau. Permet que un dels enginyers, el Sr. Shimoda (Benjamin W.S. Lum), que actua de manera infantil, entri al camp de força. El senyor Shimoda aconsegueix eliminar tots els xips isolineals de l'estació de control del motor i juga amb ells com joguines. A mesura que l'estrella supergegant s'enfonsa, un fragment és llançat en un rumb d'impacte directe amb les dues naus de la Federació, i sense les fitxes al seu lloc, no poden moure's del seu camí. L'enginyer en cap Sarah MacDougal (Brooke Bundy) aconsegueix desactivar el camp de força de Wesley, i Data s'envia a substituir els xips. Informa que no tindrà prou temps. Wesley inverteix el raig del tractor de la nau, repel·lent l' Enterprise del Tsiolkovsky, donant-se els segons addicionals necessaris perquè Data substitueixi els xips i permetent que la nau es mogui del camí. La tripulació es cura de la malaltia i Picard acredita parcialment a Wesley per ajudar a prevenir un desastre.

## Repartiment i doblatge al català
La sèrie va ser doblada al català pels estudis Tramontana (primera part) i Soundtrack (segona part) i emesa a TV3 l’any 1991. Els dobladors de l'episodi foren:
| Personatge      | Actor/actriu    | Veu en català   |
| --------------- | --------------- | --------------- |
| Jean-Luc Picard | Patrick Stewart | Joan Crosas     |
| William Riker   | Jonathan Frakes | Antoni Forteza  |
| Data            | Brent Spinner   | Joaquim Sota    |
| Geordi La Forge | LeVar Burton    | Aleix Estadella |
| Worf            | Michael Dorn    | Enric Arquimbau |
| Beverly Crusher | Gates McFadden  | Pilar Rubiella  |
| Deanna Troi     | Marina Sirtis   | Alicia Laorden  |
| Tasha Yar       | Denise Crosby   | Teresa Manresa  |
| Wesley Crusher  | Will Wheaton    | Roger Pera      |
| Sarah MacDougal | Brooke Bundy    | Esther Artero   |
| Jim Shimoda     | Benjamin Lum    | Joan Pera       |

## Producció
El creador de Star Trek: La nova generació, Gene Roddenberry, va voler incloure un episodi que revelés les motivacions dels personatges al públic al principi de la sèrie. Com a base, va recórrer a l'episodi de Star Trek: La sèrie original "El temps despullat." El productor executiu Rick Berman va descriure "Moment indefens" com "un homenatge, no una còpia" de "El temps despullat", mentre que el director Paul Lynch el va descriure com "una mica més adult i molt més còmic que l'original".
"Moment indefens" es basa en una sèrie incompleta de Roddenberry per a La nova generació, titulada "Revelations". Les primeres escenes es van mantenir en gran part similars, però a "Revelations", La Forge va infectar a Yar mentre feia avenços sexuals sense èxit cap a ella. A la sèrie original, l'escriptora D.C. Fontana va escriure un nou esborrany de la sèrie amb diversos canvis més que no van arribar a l'última entrega. Aquests incloïen Data que rebutjava els avenços sexuals de Yar, la manca de privadesa de Troi a causa de les habilitats empàtiques, la preocupació de Picard per les famílies de la nau i la por de Riker de convertir-se en un capità solitari de la nau estel·lar.
Brooke Bundy va fer la seva única aparició com la primera enginyera en cap de l' Enterprise, Sarah MacDougal, en aquest episodi. Finalment a La Forge se li va assignar el càrrec de manera permanent a la segona temporada. Michael Rider va fer la seva primera aparició com a cap de teletransport sense nom, però la seva escena es va tallar en aquest episodi. Va passar a aparèixer en el mateix paper dues vegades més abans d'aparèixer una última vegada com el mateix guàrdia de seguretat.
El model SS Tsiolkovsky va ser una reparació de l'USS Grissom de Star Trek 3: A la recerca de Spock (1984). Michael Okuda va crear una placa de dedicació del vaixell per al Tsiolkovsky que deia que havia estat creat a la Unió Soviètica. Posteriorment es va enviar una còpia per exposar-se al Museu Estatal Tsiolkovsky d'Història de la Cosmonàutica a Kaluga, Rússia Soviètica.

## Recepció
"Moment indefens" es va emetre en redifusió durant la setmana que va començar el 3 d'octubre de 1987. Va rebre una puntuació de Nielsen d'11,5, que reflecteix el percentatge de totes les llars mirant l'episodi durant la seva franja horària. Aquest va ser inferior al pilot, però superior als episodis següents fins a "Sol entre nosaltres" l'octubre de 1987.
La reacció inicial d'alguns fans va ser de consternació, ja que va sorgir la preocupació que La nova generació continués copiant històries de la sèrie original. El guionista  Maurice Hurley va dir de Moment indefens: "Aquell episodi no em va agradar gens. No va ser gaire bo. El que sí que va demostrar, però, va ser que el nou conjunt podia interactuar i que hi havia relacions entre ells que funcionaven, però fer-ho va ser terrible. Era una premissa calenta. Per què fer-ho?" La relació entre Data i Yar va destacar com a controvertit, amb Data referint-se a si mateix com a "totalment funcional" en un sentit sexual.
Diversos crítics van tornar a veure l'episodi després del final de la sèrie. Keith DeCandido el va revisar en nom de Tor.com, comparant-lo amb "El temps despuppat" i afirmant, "no hi ha res en aquest episodi tan entretingut com Sulu amb el pit nu amb una espasa, i Wesley fent el nerd a la sala de màquines no és tan divertit com Riley cantant." Va donar a l'episodi una puntuació de dos sobre 10, comentant "poques vegades és una bona idea fer un episodi en què tothom actuï fora del seu personatge com només el segon  de la porta, ja que no en sabem prou sobre aquestes persones perquè la seva actuació estranya sigui significativa." El membre del repartiment Wil Wheaton va tornar a veure l'episodi per a AOL TV , i el va resumir dient: "Si va ser el pitjor episodi o no, probablement depenia de les expectatives de l'espectador. Els trekkies que buscaven motius per odiar La nova generació en van trobar molts", mentre que "els espectadors que estaven disposats a veure'l amb la ment oberta van veure llampecs de coses que els va agradar veure" i li van donar una puntuació de D+.
James Hunt va escriure sobre "Moment indefens" per al lloc web Den of Geek, afirmant que no podia entendre per què algú voldria mostrar els personatges que actuen fora de personatge només en el segon episodi (sense comptar el pilot) de la sèrie, abans que els espectadors tinguessin una línia de base per entendre per què el comportament dels personatges era anormal. Va elogiar la idea de connectar La nova generació amb La sèrie original a principis de la sèrie, però també va comentar: "per molt que el tallin, aquest episodi és bastant horrible"." Jamahl Epsicokhan al seu lloc web Jammer's Reviews va comentar: "Hi ha una certa qualitat memorable en aquest episodi, malgrat la seva comèdia sobreactuada i exagerada", però que "en última instància, el programa és massa ximple per al seu propi bé, però almenys no és avorrit", atorgant-li una puntuació de dos i mig sobre quatre.
Escrivint per a TrekNation, Michelle Erica Green va pensar que l'episodi hauria estat millorat si hagués vingut unes quantes temporades més tard, moment en què els personatges eren més coneguts per l'audiència. També va argumentar que la sinopsi de la trama hauria funcionat millor si s'hagués utilitzat per a un episodi de Star Trek: Voyager. Va pensar que l'episodi era "avorrit, perquè ja sabem com acabarà, i és trivial, perquè ja podem veure amb quina facilitat aquesta tripulació es pot desviar del seu deure." Zack Handlen va ressenyar "Moment indefens" per a The A.V. Club. Va donar a l'episodi una nota de D-, i les seves crítiques a l'episodi van incloure descriure l'escena amb Yar i Data com a "colossalment mal jutjada", així com atacar la "twerpitud" de Wesley Crusher. CBR va classificar les relacions entre Data i Tasha Yar com una de les tres millors relacions "dignes d'esgarrifar" a Star Trek, assenyalant que Tasha s'interessava per Data quan s'intoxicava amb aigua polimeritzada era incòmode.
El 2016, SyFy va incloure aquest episodi en un grup d'episodis de la franquícia de Star Trek que consideraven que no els agradava habitualment, però que "es mereixien una segona oportunitat".
El 2016, el podcast 'The Greatest Generation', presentat per Benjamin Harrison i Adam Pranica, utilitza el personatge Jim Shimoda mentre discuteixen cada episodi de la sèrie. En cada episodi, els amfitrions identifiquen el seu 'Shimoda borratxo', basant-se en criteris com actuar de manera estranya, divertir-se molt o comportar-se com el d'algú ebri.
El 2019, Screen Rant va classificar "Moment indefens" com el sisè episodi més divertit de Star Trek: La nova generació.
El 2020, GameSpot va assenyalar que aquest episodi era un dels episodis més estranys de la sèrie.

## Estrena en mitjans domèstics
El primer llançament per a mitjans domèstics de "Moment indefens" va ser en casset VHS, que va aparèixer el 5 de setembre de 1991 als Estats Units i Canadà. Va ser seguit per un llançament de Laserdisc el 10 d'octubre de 1991. Més tard, l'episodi es va incloure a la caixa del DVD de la primera temporada de Star Trek: La nova generació, llançat el març de 2002, i després es va publicar com a part de la primera temporada en Blu-ray el 24 de juliol de 2012.
Els episodis des de "Trobada a Farpoint" a "Datalore" es van publicar al Japó en LaserDisc el 10 de juny de 1995, com a part de First Season Part.1. Aquest va incloure l'episodi de la primera temporada "Moment indefens", i el conjunt té un temps de rodatge total de 638 minuts a través de diversos discs de vídeo òptics de 12 polzades.